# Камен
Камен настаје дробљењем (ситњењем) стена. До његовог настанка може доћи дејством ерозије, природним путем услед утицаја: кише, ветра, мраза, плиме, осеке, земљотреса, поплава и других метеоролошких појава. Данас се камен може добити и вештачким путем: сечењем разним тестерама, ситњењем помоћу експлозива или млевењем, дробљењем и на друге начине.

## Употреба камена
Камен се од давнина користи у грађевинарству, као грађевински материјал за израду кућа, помоћних зграда, мостова и путева. У грађевинарству разликујемо;
- ломљени камен,
- плочасти камен који има две стране приближно паралелне,
- камен у облику квадра, који је од стране клесара обрађен у правилне облике и
- камен за подове који је сечен у подне облоге.

Проучавањем стена бави се наука петрологија, а под појмом стене у општем случају подразумева се природни минерални агрегат одређеног састава, структуре и текстуре који представља производ различитих геолошких процеса. Све стене су, дакле, сачињене од одређених минерала, а минерали представљају физички и хемијски хомогена тела настала у земљиној кори као резултат одређеног хемизама и физичких дејстава. Највећи број минерала је у чврстом агрегатном стању и одликује се кристалном грађом. Мада у природи постоји преко 2000 различитих минерала, са аспекта грађевинарства значајан је само један мањи број. То су управо они минерали који су највише заступљени у стенама од којих се добива грађевински камен. Једна од најбитнијих карактеристика минерала, а то значи и камених материјала у ширем смислу ријечи је тврдоћа.
Камен у индустрији се дели на;
- тврди камен као дијабаз, порфир и
- камен који је мек, као на пример микритски кречњак.
- вештачки камен специјална уметност израде камена који је направљен од стране вештих мајстора терацера, каменорезаца и клесара и представља имитацију природног камена. Можемо да га распознамо када га додирнемо руком он је топао док је прави камен увек много хладнији.

У литографији разликујемо литографски камен
У техници разликујемо брусни камен који служи за брушење.
У хемији се сусрећемо са плавим каменом, који се употребљава у воћарству за заштиту биља.

## Познати изрази у народу
- „Тврд као камен“ што је појам постојаности и чврстоће.
- „Чврст као камен или темељ од камена“ што је појам чврстине и зидања са стабилним темељом.
- „Хладан као камен“ што је појам понашања са мало емоција или без емоција.
- „Срце као камен“ што је појам некога ко нема осећај за љубав или нема осећај за страх.
- „Стати на луд камен“ што је појам кад неко ступи у брак.

Култ камена био је јако развијен код старих Срба. Трагови тога култа и данас су многобројни. Камен може бити седиште душе, покојника или каквог другог демона. У источној се Србији каменовима се приносе жртве. Ако постоји бојазан да ће се неко повампирити на његов гроб се бацају три камена. Надгробни споменик од белог мермера првобитно је био седиште душе. Велики каменови су често били предмет локалног култа и о таквим каменовима су причане разне легенде које су се обично везивале за локалне или друге народне хероје.